# Abbaye de Droiteval
Pour les articles homonymes, voir Abbaye Notre-Dame.
L'abbaye Notre-Dame de Droiteval est une ancienne abbaye de moniales cisterciennes fondée en 1128 et située dans la commune française de Claudon, dans le sud-ouest du département des Vosges, au cœur de la forêt de Darney.

## Localisation
L'abbaye de Droiteval est située au fond de la vallée de l'Ourche, environ deux kilomètres avant son confluent avec la Saône, au cœur de la forêt de Darney.

## Histoire

### Fondation et filiation
L'abbaye est fondée en 1128 par l'abbaye de Tart grâce à une donation d'Aubert de Darney qui aurait ainsi cherché à racheter ses fautes, même si cette date et ce donateur sont tous deux sujets à caution et ne sont rappelés que par un texte d'Henri de Lorraine, évêque de Toul, ainsi que par les libéralités postérieures de la maison de Darney. La première abbesse se nomme Élisabeth.
La question de la filiation de Droiteval est très liée au statut particulier des abbayes féminines dans l'ordre cistercien au Moyen Âge. Rapidement, les abbayes masculines ont tendance à réclamer la mission d'encadrement des abbayes féminines proches, dans un premier temps dans un but pécuniaire puis par souci de l'application de la règle. L'abbaye de Tart, première fondation féminine et « maison-mère » de nombreuses fondations féminines, réclame cette préséance et des chapitres généraux féminins sont organisés à Tart durant les deux premiers siècles de l'Ordre.

### Changement de communauté
Au XVe siècle, divers désordres affectent l'abbaye, probablement dus à la guerre. En 1432 et 1433, Michel de Fervens (nom incertain) et Jehan de la Marche, deux religieux sont successivement envoyés de Morimond afin d'administrer l'abbaye. La communauté féminine est dissoute le 8 octobre 1433, l'abbaye transformée en simple prieuré dépendant de Morimond, et Jehan de la Marche est nommé prieur.
En 1709, Antoine Girard, à peine nommé prieur, fait reconstruire la quasi-totalité du prieuré et y installe une verrerie, qui emploie au cours du XVIIIe siècle jusqu'à cent cinquante employés.

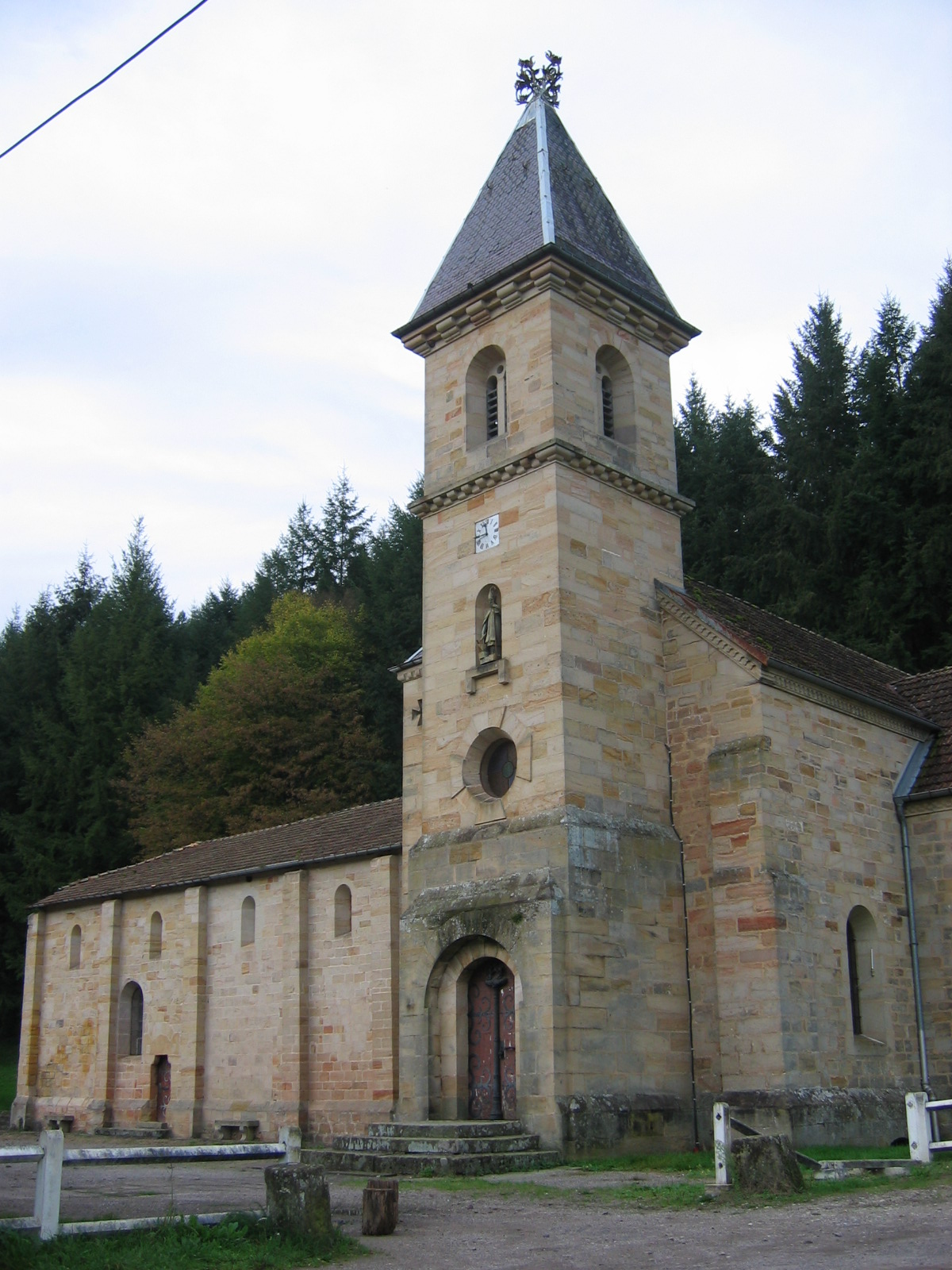
La façade et le clocher de l’église abbatiale.

### La Révolution et après

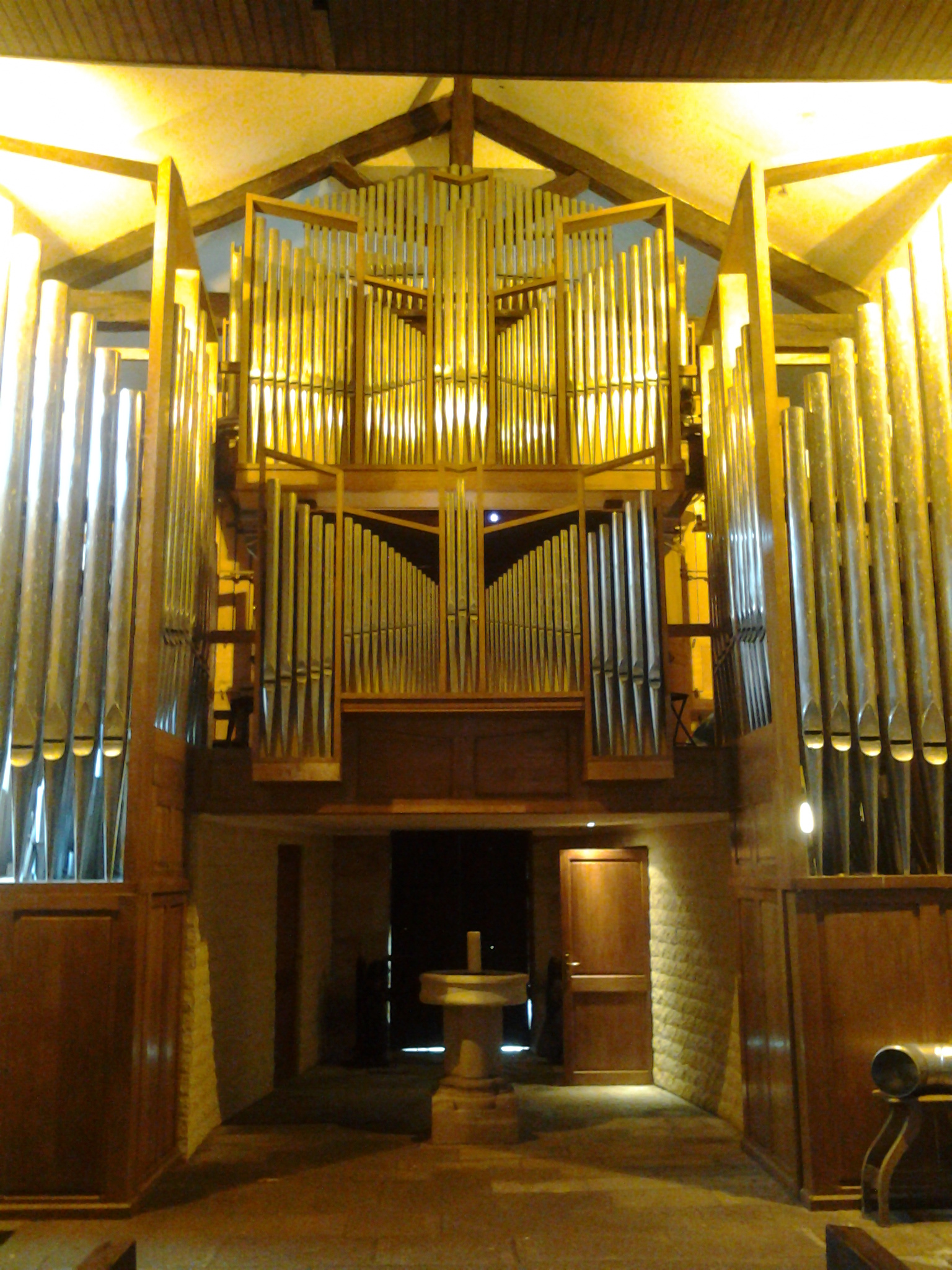
L'orgue Haerpfer-Erman installé en 2000 dans l'église.

Le prieuré est fermé à la Révolution. Le 4 janvier 1792, les bâtiments sont vendus comme bien national à Joseph Drouet, agriculteur de Darney, pour 28 500 livres. En 1796, le domaine change de mains, racheté par Louis Alexis Irroy, qui transforme en forge d'acier l'ancien moulin monastique ; l'église est utilisée comme entrepôt et les bâtiments conventuels comme logements des ouvriers. Jean-Baptiste Jacquinot rachète à son tour Droiteval pour y installer une usine de faux.
En 1850, l'église est entièrement restaurée. Le prieuré est acquis par Louis Tinchant en 1905 ; celui-ci mène à nouveau une campagne de restauration, et un petit séminaire est créé en 1935. Durant la Seconde Guerre mondiale, le prieuré est réquisitionné pour servir d'hospice ; en 1946 y est placé un internat du Comité des œuvres sociales des organisations de la Résistance,,.
De 1987 à 2004, l'ensemble des bâtiments est propriété privée ; l'église est ouverte de temps en temps pour des concerts. En 2004, une partie des lieux est cédée au Centre d'Art et Culture Droiteval, association gérée par la plasticienne Mirjam Bijvank, qui y accueille et y fait travailler notamment des peintres et sculpteurs,,.
En 2000 est installé dans l'ancienne abbatiale un orgue Haerpfer-Erman de 51 jeux et de 3 800 tuyaux, précédemment situé dans la salle Poirel à Nancy. Le 31 mai 2008, de fortes inondations de l'Ourche endommagent fortement le site ; une association se crée alors pour préserver et valoriser les patrimoines naturels,.
Un chantier d'archéologie est mené en mai 2012 sur les bâtiments par l'Université de Lorraine sous la direction de Marie Nique, dans le cadre d'un travail de recherche, afin de caractériser le chantier de construction de l’abbatiale, les phasages sur le bâtiment et le relevé des bâtiments anciens présents sur le périmètre de l’espace claustral.

## Architecture et description
Bâtie en grès d'un grain assez gros, elle comprend une nef dépourvue de bas-côtés et non-voûtée, d'environ 30 m de longueur, un transept et un chœur à chevet plat. Bien que parallèle à celui de la nef, l'axe du transept est à environ 50 centimètres plus au sud que celui-ci. Le transept désorienté est devenu la nef principale et l'ancien chœur a été transformé en chapelle latérale. Un clocher dont le rez-de-chaussée sert de porche, a été élevé hors œuvre contre le pignon sud du transept.
Le long des faces latérales nord et sud, les travées sont séparées par des contreforts, ou plutôt par des bandeaux plats d'inégales largeurs.
Des fenêtres romanes assez petites, sont haut placées, presque contre la toiture. Il y en a six de chaque côté. Dans le mur méridional, de grandes fenêtres cintrées ont été percées au-dessous des premières, à une époque plus moderne. La porte d’entrée sur la façade occidentale n'est qu'une simple baie en cintre surbaissé, entouré d'un autre plus large, en plein cintre, faisant saillie sur le mur.

Histoire et description détaillée avec plans et photos dans l'ouvrage: Églises romanes des Vosges

## Filiation et dépendances
Droiteval est fille de l'abbaye de Tart.  

## Liste des prieurs connus
- Jehan de la Marche (de 1433 à 1453)
- Guillaume de Fontenay (attesté en 1468)
- Dominique Colin (attesté en 1468 et 1492)
- Girard (attesté en 1569)
- Guillaume Sauvestre ou Silvestre (attesté en 1574 et 1587)
- Guillaume Le Moyne (attesté en 1599 et 1607)
- Christophe Dancoenes (nom incertain, attesté en 1608 et 1609)
- Claude Briffault (attesté en 1614 et 1621, qui devient en 1620 abbé de Morimond)
- François Briffault (attesté en 1628 et 1631)
- Gaspard Bastien (attesté en 1638 et 1655)
- Estienne-François Bichet (attesté en 1666 et 1669)
- Louis Meschet (attesté en 1675 et 1680)
- René Dubois (attesté en 1688)
- Claude Dupré (cellérier de Cîteaux, attesté en 1690 et 1691)
- Pierre Henriot (attesté en 1699)
- Louis Guillemot (attesté en 1700, mort en 1709)
- Antoine Girard (de mars 1709 à 1743)
- Jean-Bernard Bégin (de 1743 à 1766)
- François-Estienne de Fontenay (de 1766 à 1790)[15]

## Liste des abbesses connues
- Élisabeth (sans doute de 1132 à 1165)
- Cherce ? (attestée en 1244 et 1245
- Mathélie (attestée en 1267)
- Alis ou Aleis (attestée en 1276 et 1278)
- Marguerite de Cemboing (attestée en 1331 et 1339)
- Jeanne de Vaudoncourt (attestée en 1346)
- Jeanne d'Auchenoncourt (attestée en 1374)
- Jeanne, dite Bourgeoise, de Besançon (attestée en 1436)[15]